# Lucas Carstensen
Lucas Carstensen (* 16. Juni 1994 in Hamburg) ist ein deutscher Radsportler.

## Sportliche Laufbahn
Carstensen fuhr 2014 zum Saisonende als Stagiaire für das UCI Continental Team Bike Aid. 2017 gewann er die Punktewertung und drei Etappen der Tour du Sénégal, Punktewertung und eine Etappe der Tour de Tunisie sowie eine Etappe der Tour of Xingtai.
Im Jahr darauf erhielt Carstensen von Bike Aid einen regulären Vertrag. Er gewann jeweils eine Etappe von Rás Tailteann, La Tropicale Amissa Bongo und der Tour of Hainan. Im Frühjahr 2019 entschied er Grand Prix Alanya für sich.
Carstensen gewann nach mehreren starken Frühjahresplatzierungen im Jahr 2020 nach der Absage zahlreicher Straßenrennen infolge der COVID-19-Pandemie die zunächst anstelle der Rad-Bundesliga 2020 ausgetragene virtuelle GCA-Liga. Nach Wiederaufnahme des internationalen Kalenders gewann er eine Etappe der Rumänien-Rundfahrt und zwei Etappen der Tour of Thailand. Bei der Tour of Thailand 2021 konnte er alle vier Massensprints sowie die Punktewertung für sich entscheiden. 2022 gewann er je eine Etappe der Rumänien-Rundfahrt und der Tour of Iran.
Nach fünf Jahren bei Bike Aid wechselte Carstensen 2023 zum thailändischen Roojai Cycling Team und nahm seinen Wohnsitz in Thailand. 2023 gewann er je eine Etappe beim New Zealand Cycle Classic, der Tour of Sharjah, zwei Etappen der Tour of Iran und nach einem weiteren Etappensieg mit der Tour of Binzhou sein erster Rundfahrtsieg. In der Saison 2024 konnte er das The Bueng Si Fai International Road Race und eine Etappe der Tour of Thailand gewinnen.

## Erfolge
2017
- drei Etappen und Punktewertung Tour du Sénégal
- eine Etappe und Punktewertung Tour de Tunisie
- eine Etappe Tour of Xingtai

2018
- eine Etappe Rás Tailteann
- eine Etappe La Tropicale Amissa Bongo
- eine Etappe Tour of Hainan

2019
- Grand Prix Alanya

2020
- eine Etappe Rumänien-Rundfahrt
- zwei Etappen Tour of Thailand

2021
- vier Etappen und Punktewertung Tour of Thailand

2022
- eine Etappe Turul Romaniei
- eine Etappe Tour of Iran

2023
- eine Etappe New Zealand Cycle Classic
- eine Etappe Tour of Sharjah
- zwei Etappen Tour of Iran
- Gesamtwertung, eine Etappe und Punktewertung Tour of Binzhou

2024
- The Bueng Si Fai International Road Race
- eine Etappe Tour of Thailand